# جونیور آجایی
جونیور آجایی (انگلیسی: Junior Ajayi؛ زادهٔ ۲۹ ژانویهٔ ۱۹۹۶) بازیکن فوتبال اهل نیجریه است.
از باشگاه‌هایی که در آن بازی کرده‌است می‌توان به باشگاه فوتبال صفاقسی اشاره کرد.
وی در مسابقات کشوری و بین‌المللی در مجموع برندهٔ ۱ مدال برنز شده‌است.